# Back-hold
Le back-hold ou lutte écossaise est un style de lutte originaire d'Écosse et du Nord de l'Angleterre (Cumberland, Westmorland, Northumberland et Lancashire).

## Origine
Le back-hold a pour origine les jeux qui opposaient entre eux les guerriers Scotts ou encore les Brittons et sans doute les Vikings au Moyen Âge. Au XVIIIe siècle et XIXe siècle le back-hold était un sport très populaire. Les grandes épreuves attiraient la foule (le championnat d'Angleterre en 1851 était doté d'un prix de 300 livres et attira 10 000 personnes).  
Une association administrant le back-hold fut formée en 1907 en Angleterre, afin de réglementer les tournois et imposer une éthique sportive.
Ce sport est considéré comme l'un des plus anciens art martiaux et est représenté sur croix et menhirs datant du VIIe siècle et VIIIe siècle.

## Règles
Il s'agit d'une lutte debout uniquement dont l’objectif est de faire tomber son adversaire au sol sur n’importe quelle partie du corps. L’originalité de ce style vient de la position que doivent prendre les lutteurs. Ceux-ci sont tenus d’enlacer le corps de leur adversaire avec les mains bloquées dans le dos. Chacun des deux lutteurs pose son menton sur l’épaule droite de son adversaire et ensuite s’accrochent en mettant le bras gauche par-dessus le bras droit de l’adversaire. 
Lorsque les deux lutteurs sont en position, ils doivent attendre l’ordre de l’arbitre pour commencer le combat. Le premier qui touche le sol est déclaré perdant, à moins que son adversaire n’ait lâché les mains. Un arbitre et deux juges contrôlent le combat. La victoire est attribuée au lutteur qui remporte trois manches. Les brutalités sont interdites. Les lutteurs n’ont pas le droit de tirer ou pousser leur adversaire en dehors du tapis.
Les ordres de l’arbitre : « On your guard! » (« en garde ! »), puis lorsque les deux lutteurs sont parfaitement immobiles : « Wrestle! » (« luttez ! »).

## Tenue
En Écosse, les lutteurs combattent pieds nus, en tricot sans manche et portent le kilt écossais. En Angleterre, les lutteurs sont en général en chaussettes et portent la tenue traditionnelle : tricot sans manche et short bouffant sur un collant. Des tenues plus modernes apparaissent actuellement.

## Variations de la lutte
Les variations de backhold existent dans au moins dix autres pays européens, y compris l'Islande, l'Albanie et la Sardaigne. Aujourd'hui, le sport est organisé en district, national et championnats d'Europe. Le Cumberland anglais et Westmorland Wrestling Association a, depuis 1900, insisté pour que leurs concours, ouvert à tout lutteur, soit considérés comme championnats du monde.